# Floris I., grof Holandski
Floris I. (rojen okoli leta 1017 v Vlaardingenu – 28. junij 1061) je bil od leta 1049 do 1061 grof Holandski, takrat imenovane Frizija zahodno od Vlieja.
Floris je bil sin Ditrika III. Holandskiega in Otelinde iz Nordmarke. Floris je nasledil svojega brata Ditrika IV. Holandskega, ki je bil umorjen leta 1049. Poročil se je okoli leta 1050 z Gertrudo, hčerko saškega vojvode Bernarda II.. 

Floris je bil vpleten v vojno nekaj lotarinških vazalov proti cesarski oblasti. Med umikom iz Zaltbommela je v bitki pri Hamerthu 28. junija 1061 padel v zasedi. Nasledil ga je sin Ditrik V. Leta 1063 se je Gertruda poročila z Robertom I. Flandrijskim,  ki je vladal Friziji kot regent in deloval kot varuh njenih otrok s Florisom. 
Floris je bil prvotno pokopan v prvi opatiji Egmond. Po izkopavanju zdaj leži v novem mavzoleju v opatiji Egmond, ki je bila ponovno ustanovljena leta 1935 - čeprav je dvomljivo, ali je okostje, najdeno leta 1935, dejansko Florisovo.

## Poroka in potomci
Leta 1050 se je poročil z Gertrudo  Saško iz rodu Billung (* ok. 1035; † 4. avgust 1113), hčerko vojvode Bernarda II.. Z njo je imel naslednje otroke: 
- Ditrik V. (* ok. 1051; † 17. junij 1091)
- Berta (* ok. 1055; † 1094) kraljica Francije[1] ⚭ 1071 Filip I., kralj Francije (* 1052; † 29. julij 1108)
- Adela ⚭ Baldvin I. Grof Guîneški († 1092/96) (Rodbina Guînes)
- Albert, kanonik
- Floris, kanonik
- Peter, kanonik
- NN
- NN